# Аль-Иттифак (футбольный клуб)
«Аль-Иттифак» (араб. نادي الاتفاق السعودي‎) — саудовский футбольный клуб из города Даммам, выступающий в Саудовской Про-лиге. Основан в 1945 году. Домашние матчи проводит на стадионе им. принца Мохамеда бин Фахда, вмещающем 26 000 зрителей. За свою историю клуб 2 раза выигрывал чемпионат, 2 раза Кубок короля, 1 раз Кубок наследного принца и 3 раза Кубок федерации футбола Саудовской Аравии, становился победителем различных международных турниров: 2 раза Арабской лиги чемпионов и 3 раза Клубного кубка чемпионов Персидского залива, а также в 1989 году единственный в своей истории раз участвовал в розыгрыше Азиатской лиги чемпионов, в котором, однако, не смог выйти из группы.

## Название
Название А́ль-Иттифа́к (араб. الاتفاق‎) на русский переводится как «согласие».

## Клубные цвета
| Красный | Зелёный |

## История
Клуб был основан в 1945 году. Первого серьёзного успеха добился в 1965 году, когда сумел одержать победу в Кубке наследного принца Саудовской Аравии. Через три года, в 1968 году, сумел выиграть и Кубок короля Саудовской Аравии. В 1983 году впервые стал чемпионом страны, а ещё через четыре года, в 1987 году, завоевал второй титул чемпиона Саудовской Аравии. На международной арене особых успехов так и не добился, хотя одержал победы в ряде турниров, однако, в самом престижном азиатском турнире — Лиге чемпионов АФК — участвовал всего один раз в 1989 году, и тогда не смог преодолеть даже групповую стадию соревнования.

## История выступлений
| Сезон   | Дивизион        | Место          | Кубок |
| ------- | --------------- | -------------- | ----- |
| 1976/77 | Первый дивизион |                |       |
| 1977/78 | Саудовская лига | 3-е            |       |
| 1978/79 | Саудовская лига | 6-е            |       |
| 1979/80 | Саудовская лига | 6-е            |       |
| 1980/81 | Саудовская лига | 5-е            |       |
| 1981/82 | Саудовская лига | 3-е в группе А |       |
| 1982/83 | Саудовская лига | Чемпион        |       |
| 1983/84 | Саудовская лига | 3-е            |       |
| 1984/85 | Саудовская лига | 4-е            |       |
| 1985/86 | Саудовская лига | 7-е            |       |
| 1986/87 | Саудовская лига | Чемпион        |       |
| 1987/88 | Саудовская лига | 2-е            |       |
| 1988/89 | Саудовская лига | 5-е            |       |
| 1989/90 | Саудовская лига | 7-е            |       |
| 1990/91 | Саудовская лига | 4-е            |       |
| 1991/92 | Саудовская лига | 2-е            |       |
| 1992/93 | Саудовская лига | 4-е            |       |
| 1993/94 | Саудовская лига | 9-е            |       |
| 1994/95 | Саудовская лига | 4-е            |       |
| 1995/96 | Саудовская лига | 5-е            |       |
| 1996/97 | Саудовская лига | 7-е            |       |
| 1997/98 | Саудовская лига | 6-е            |       |
| 1998/99 | Саудовская лига | 6-е            |       |

| Сезон   | Дивизион        | Место | Кубок |
| ------- | --------------- | ----- | ----- |
| 1999/00 | Саудовская лига | 7-е   |       |
| 2000/01 | Саудовская лига | 8-е   |       |
| 2001/02 | Саудовская лига | 8-е   |       |
| 2002/03 | Саудовская лига | 8-е   |       |
| 2003/04 | Саудовская лига | 5-е   |       |
| 2004/05 | Саудовская лига | 9-е   |       |
| 2005/06 | Саудовская лига | 5-е   |       |
| 2006/07 | Саудовская лига | 6-е   |       |
| 2007/08 | Саудовская лига | 4-е   |       |
| 2008/09 | Про-лига        | 6-е   |       |
| 2009/10 | Про-лига        | 9-е   |       |
| 2010/11 | Про-лига        | 3-е   |       |
| 2011/12 | Про-лига        | 4-е   |       |
| 2012/13 | Про-лига        | 6-е   |       |
| 2013/14 | Про-лига        | 12-е  |       |
| 2016/17 | Про-лига        | 11-е  |       |
| 2017/18 | Про-лига        | 5-е   |       |
| 2018/19 | Про-лига        | 11-е  |       |
| 2019/20 | Про-лига        | 8-е   |       |
| 2020/21 | Про-лига        | 5-е   |       |
| 2021/22 | Про-лига        | 11-е  |       |
| 2022/23 | Про-лига        | 7-е   |       |

## Достижения

### Внутренние
Чемпион Саудовской Аравии: (2): 1982/83, 1986/87
Обладатель Кубка короля Саудовской Аравии: (2)
- 1967/68, 1984/85

Обладатель Кубка наследного принца Саудовской Аравии:
- 1964/65

Обладатель Кубка Саудовской Федерации футбола: (3)
- 1990/91, 2002/03, 2003/04

### Международные
Обладатель Арабского кубка чемпионов: (2)
- 1984, 1988

Обладатель Клубного кубка чемпионов Персидского залива: (3)
- 1983, 1988, 2006